# Fred Saberhagen
Œuvres principales
- Série Berserker

Fred Thomas Saberhagen, né le 18 mai 1930 à Chicago, en Illinois, et mort le 29 juin 2007  à Albuquerque, au Nouveau-Mexique, est un auteur américain de science-fiction et de fantasy.

## Biographie
Né en 1930 à Chicago, Fred Saberhagen est surtout connu en France pour le cycle de science-fiction des Berserkers. Mais il est aussi l'un des grands maîtres de la terreur et a été choisi par Coppola pour écrire son Dracula.
Il collabora à l'Encyclopædia Britannica (de 1968 à 1973) pour laquelle il écrivit l'article sur la science-fiction.
Il apparaît en tant qu'auteur pour la première fois dans Galaxy en 1961.
Son œuvre majeure est la série de romans et nouvelles Berserkers (les berserkers sont des machines programmées pour détruire soit toute vie, soit certaines formes de vie)
L'une de ces nouvelles où un berserker est envoyé dans le passé pour tuer la future mère d'un guerrier et empêcher celui-ci de naître a sans doute inspiré le film Terminator.
Fred Saberhagen a aussi écrit des romans fantastiques sur le très célèbre Comte Dracula ainsi que le tout aussi célèbre Sherlock Holmes, dont des récits réunissant les deux personnages.

## Œuvres

### SérieBerserkers
1. Les Machines de mort ((en) Berserkers, 1967)
2. Frère assassin ((en) Brother Assassin, 1969)
3. La Planète des Berserkers ((en) Berserker's Planet, 1975)
4. Le Sourire des Berserkers ((en) The Ultimate Enemy, 1979)
5. L'Homme Berserker ((en) Berserker Man, 1979)
6. Le Trône Berserker ((en) Berserker Throne, 1985)
7. Léviathan, l'ombre bleue ((en) Blue Death, 1985)
8. La Base Berserker ((en) Berserker Base, 1985)

### Les Chroniques de Dracula
1. Les Confessions de Dracula ((en) The Dracula tape, 1975)
2. Le Dossier Holmes-Dracula ((en) The Holmes-Dracula file, 1978)
3. Un vieil ami de la famille ((en) An old friend of the family, 1979)
4. Un amour de Dracula ((en) Thorn, 1980)
5. (en) Dominion, 1982
6. (en) A matter of taste, 1990
7. (en) A question of time, 1992
8. Dracula et les spirites ((en) Seance for a Vampire, 1994)
9. L'Échafaud pour Dracula ((en) A sharpness on the neck, 1996)
10. (en) A coldness in the blood, 2002

### Autres
- Engrenages, Gallimard, coll. Folio SF, 2002 ((en) Coils, 1982)Écrit avec Roger Zelazny.
- Le Trône noir, J'ai lu, coll. SF, 1993 ((en) The Black Throne, 1990)Écrit avec Roger Zelazny.

### Nouvelle
- Les Dames et le Fou furieux, 1973 ((en) Fortress ship, 1963)Titrée également Forteresse.